# 99.9
99.9 (també coneguda com 99.9: La frecuencia del terror, ) és una pel·lícula de terror espanyola del 1997 dirigida i coescrita per Agustí Villaronga. La pel·lícula és protagonitzada per María Barranco com a Lara, la presentadora d'un programa de ràdio. centrada en fenòmens psíquics i paranormals, que s'assabenta que el seu ex-xicot ha estat trobat mort en un petit poble espanyol. Quan viatja al poble, descobreix que havia estat fent experiments per connectar amb altres esperits mundans. El títol de la pel·lícula s'ha descrit fent referència tant al dial d'una emissora de ràdio com a una inversió de "666" (el "nombre de la bèstia").
Javier Aguirresarobe va ser el director de fotografia a 99.9, i el compositor Javier Navarrete va proporcionar la banda sonora. La pel·lícula es va projectar al XXX Festival Internacional de Cinema Fantàstic de Catalunya de 1997, on va guanyar el premi del festival a la millor fotografia.

## Repartiment
- María Barranco com Lara[3]
- Terele Pávez com Dolores[3]
- Ruth Gabriel com Julia[3]
- Gustavo Salmerón com Víctor[3]
- Ángel de Andrés López com Lázaro[5]
- Luisa Gavasa com Luisa[6]
- Simón Andreu com Simón[6]

## Mitjans domèstics
El 2021, el segell Cult Epics va publicar una restauració de la pel·lícula amb 2K en Blu-ray i DVD.